# Guichard V. (Beaujeu)
Guichard V. de Beaujeu († 19. Mai 1265) war ein Herr von Beaujeu und wurde vermutlich im Jahr 1250 zum Connétable von Frankreich ernannt.
Er war der einzige Sohn von Humbert V. de Beaujeu.
Er heiratete im Jahr 1260 Blanche († 1306), eine Tochter des Grafen Johann dem Weisen von Chalon.
Er starb 1265 auf einer diplomatischen Mission in England.
Da seine Ehe kinderlos blieb, beerbte ihn seine Schwester Isabelle de Beaujeu und führte den Besitz dem Haus Albon zu. Seine Witwe heiratete 1268 Béraud IX. de Mercœur.